# ASD Hockey Club Suelli
Der ASD Hockey Club Suelli ist ein Hockeyverein aus der kleinen italienischen Ortschaft Suelli auf Sardinien. Der 1988 gegründete Verein spielt in den Farben Rot und Schwarz und spielt bei den Herren seit Ende der 1990er in der höchsten italienischen Hockeyliga. 2004 erreichte der Club erstmals das Meisterschaftsfinale, welches knapp gegen den sardischen Konkurrenten Amiscoria verloren ging. Der größte Erfolg stellte der Gewinn des italienischen Pokals 2008 dar. Bei der Euro Hockey Trophy 2009 in Dublin erreichte das Team bei drei Niederlagen und einem Sieg den sechsten Platz. 2012 erreichte Suelli nach einem 2:1 im Halbfinale über den HC Roma das Finale der italienischen Meisterschaft. Verlor dort aber knapp 2:3 gegen den HC Bra.
Durch die Vizemeisterschaft qualifizierte sich der HC Suelli zum zweiten Mal für die Euro Hockey Trophy 2013 in Wien.
Kader 2011/2012
Torhüter:
99
Varsamidis Dimitrios
25
Rachid Boustani,
1
Bruno Tronci,
Abwehr:
13
Alessandro Giglio,
31
Marco Laconi,
2
Giuseppe Pitzalis,
4
Manuel Sirigu,
20
Ioannis Tsirimokos,
19
Andrea Vargiu,
Mittelfeld:
10
Giorgio Caria,
23
Michele Cirina,
8
Stefano Fenu,
9
Simone Senis,
12
Mariano Tisera,
Stürmer:
7
Alan Andino,
17
Riccardo Marras,
54
Alessandro Melis,
90
Stefano Puddu,
16
Mauro Zedda,
- Team-Manager: Valeria Spitoni
- Trainer: Andrea Pisano
- Teamarzt: Andrea Lobina

## Erfolge
| Europapokalbilanz Herren Feld |             |        |       |        |
| Jahr                          | Wettbewerb  | Niveau | Platz | Ort    |
| 2009                          | Club Trophy | 2      | 6     | Dublin |
| 2013                          | Club Trophy | 2      | 5     | Wien   |

- Italienischer Feldhockey-Pokalsieger: 2008
- Italienischer Feldhockey-Meister U14: 1993
- Italienischer Feldhockey-Meister U18: 1998, 1999
- Italienischer Feldhockey-Meister U21: 2008
- Italienischer Hallenhockey-Meister U16: 1996
- Italienischer Feldhockey-Meister weibliche U14: 2003